# Юсубзаде, Табриз Сакит оглы
Табриз Сакит оглы Юсубзаде (азерб. Yusubzadə Təbriz Sakit oğlu, род. 23 февраля 1995 года, село Даргуба, Ленкоранский район, Азербайджан) — азербайджанский борец греко-римского стиля, член национальной сборной Азербайджана.

## Биография
Табриз Юсубзаде родился 23 февраля 1995 года в селе Даргуба Ленкоранского района Азербайджана. В среднюю школу пошёл в родном селе, но в 4 классе переехал в Баку, где в спортивном клубе РОИЛ начал заниматься борьбой. Первым и постоянным личным тренером спортсмена является Вугар Султанов. В 2012 году вернулся в родной город, где продолжил заниматься греко-римской борьбой в ДЮСШ города Ленкорани.
В 2010 году начал выступать за юношескую, затем за молодежную, а с 2015 года за национальную сборную Азербайджана. В 2013 - 2014 годах проходил службу в рядах вооруженных сил Азербайджана.

## Достижения

### Чемпионаты Азербайджана
| Соревнования                                         | Сборная     | Весовая категория | Место   |
| ---------------------------------------------------- | ----------- | ----------------- | ------- |
| Чемпионат Азербайджана по борьбе 2012 среди кадетов  | Азербайджан | 50 кг             | Бронза  |
| Чемпионат Азербайджана по борьбе 2015 среди молодежи | Азербайджан | 55 кг             | Серебро |

### Кубки Азербайджана
| Соревнования                      | Сборная     | Весовая категория | Место  |
| --------------------------------- | ----------- | ----------------- | ------ |
| Кубок Азербайджана по борьбе 2015 | Азербайджан | 55 кг             | Золото |

## Международные турниры
| Соревнования                                                  | Место проведения     | Весовая категория | Место   |
| ------------------------------------------------------------- | -------------------- | ----------------- | ------- |
| Международный турнир по борьбе имени Мухрана Вахтангадзе 2015 | Батуми, Грузия       | 55 кг             | Золото  |
| Международный турнир имени Надира Агаева 2010                 | Масаллы, Азербайджан | 42 кг             | Золото  |
| Международный турнир имени Рашида Мамедбекова 2010            | Баку, Азербайджан    | 46 кг             | Серебро |